# イ・テウン
イ・テウン（이 태은、1993年9月24日 - ）は、大韓民国のモデル、歌手、YouTuberである。芸名は「ティエ」である。女性アイドルグループ「RaNia」の元メンバー。

## 経歴
1993年9月24日、全羅北道全州市で生まれる。出生名はイ・ソルミだったが、後にイ・テウンに改名した。
2010年、スーパースターZオーディションで選抜され、H.O.Tのメンバーであったトニー・アンの制服モデルキャスティングになった。
同年、元2PMメンバーのパク・ジェボムとの共演でアメリカと韓国が共同制作した「Hype Nation 3D」に出演。
2011年4月6日、RaNiaのメンバーとしてデビュー。
2014年1月14日、「Hype Nation 3D」が公開。
2016年4月、専属契約が満了し、RaNiaを脱退。
2016年5月27日、ENTERHAMAエンターテインメントに移籍し、本名のテウンでEla8teのメンバーとして再デビューすると表明した。

## 出演作

### 映画
- 2014年「Hype Nation 3D（朝鮮語版）」- ダイアナ役

### バラエティー
- 2011年 - KBS2「出発ドリームチームシーズン2」

## 広告
- 2010年 - スクールルックス